# Den engelske Lods
Den engelske Lods er et episk digt eller et hversroman udgivet af den norske forfatter Henrik Wergeland, første gang i 1844.
Forfatteren optræder selv i fortællingen og møder fortællingens hovedpersoner: Lodsen John Johnson, hans kone Mary Ann, sønnen Francis og hans kæreste Anna. Fortællingen er et romantisk melodrama med træk fra gotisk fiktion: udødelig kærlighed, en ond lord som forpurre kærligheden, adskillelse, ulykkelig død og flere andre «træk» fra skæbnens side. Efter adskillelse, genforening og de to unges død finder John og Mary Ann sig til hvile i Hardanger.
Fortællingens ydre rammefortælling, med digteres rejse til England, har baggrund i en rejse Wergeland gjorde til England i 1831. Bogen er en af de få udgivelser fra Wergeland der blev en kommerciel succes i hans egen tid.

## Eksterne links
- Vigdis Ystad om Den engelske Lods Arkiveret 12. juli 2011 hos  Wayback Machine på wergeland2008.no Arkiveret 22. marts 2019 hos  Wayback Machine.
- Udgaven fra 1997 hos det norske Nasjonalbiblioteket.